# فرنچگلن (اورگن)
فرنچگلن (به انگلیسی: Frenchglen) یک منطقهٔ مسکونی در ایالات متحده آمریکا است که در شهرستان هارنی، اورگن واقع شده‌است. فرنچگلن ۱٬۲۸۱ متر بالاتر از سطح دریا واقع شده‌است.